# 臺灣銀行季刊
《臺灣銀行季刊》是一本於1976年6月在臺北市創刊的臺灣經濟專業刊物，由臺灣銀行經濟研究室編印。其內容包括如農業經濟、工業經濟、貿易、財政、河川水利、經濟史等與經濟相關主題。每年會出版一種特輯。其中從第一卷開始，「臺灣經濟日誌」與「臺灣經濟文獻分類索引」便一直未間斷地撰寫。